# 네덜란드 연합왕국

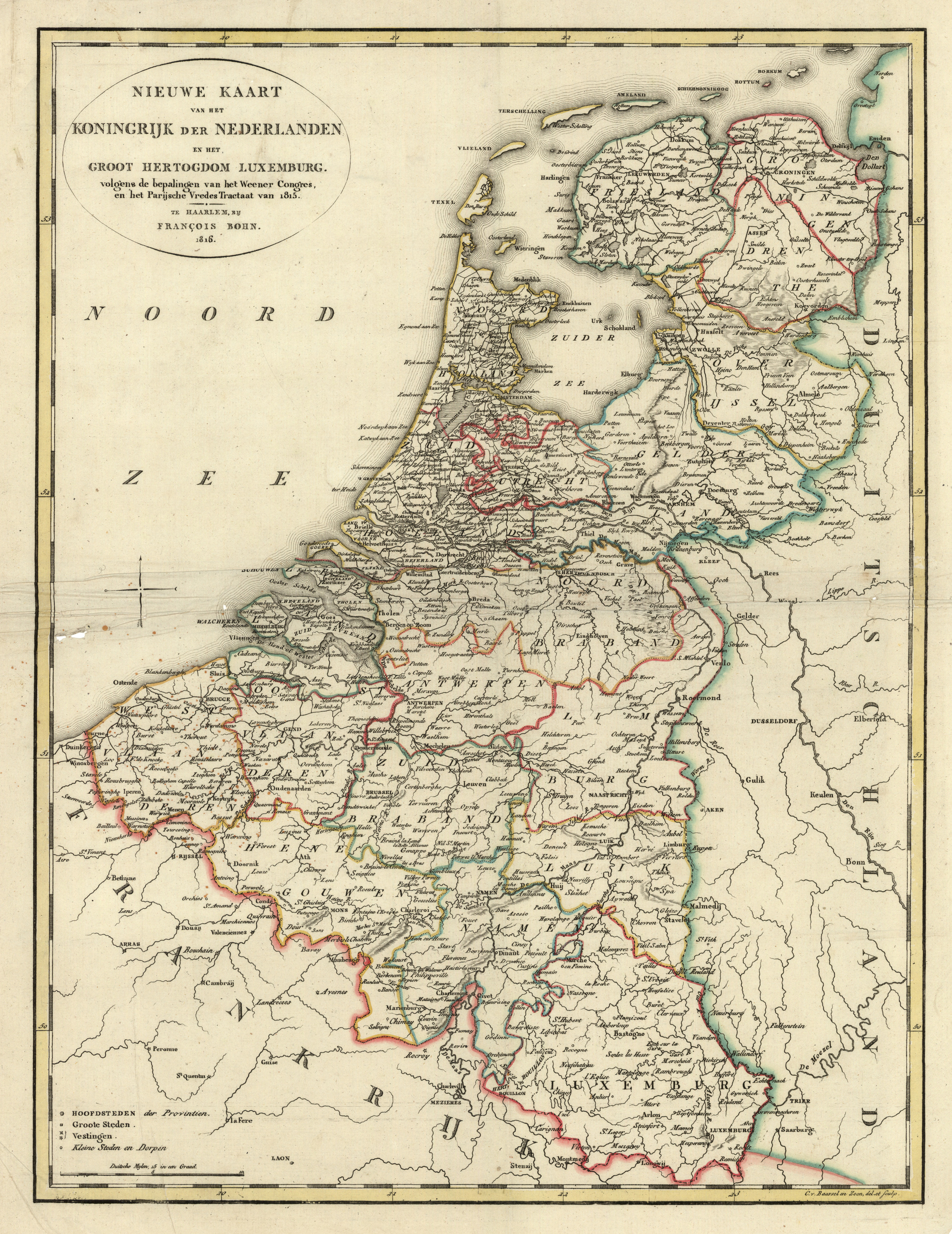
네덜란드 왕국과 룩셈부르크 대공국의 새 지도, 1815년

네덜란드 연합왕국(네덜란드어: Verenigd Koninkrijk der Nederlanden, 프랑스어: Royaume uni des Pays-Bas)은 1815년부터 1831년까지 지금의 네덜란드와 벨기에를 아우르는 지역에 성립했던 유럽의 옛 나라이다. 빈 회의의 결정에 따라 옛 네덜란드 공화국, 오스트리아령 네덜란드, 리에주 주교령을 통합하여 창설되었고, 그 왕위는 오라녜나사우 왕가가 맡았다.

## 성립 배경
빈 회의에서 프랑스는 1792년의 국경으로 되돌아간다는 것이 원칙이었으므로, 나폴레옹 전쟁 시기 프랑스로 귀속되었던 남부 네덜란드, 즉 옛 오스트리아령 네덜란드를 누가 차지하느냐는 중요한 안건 중의 하나였다.
협상은 쉽지 않았는데, 그것은 빌럼 1세가 가능한 최대의 결과물을 얻어내려고 했기 때문이었다. 클렌카티 백작이 이러한 빌럼 1세의 입장을 빈 회의에 대변하였다. 오스트리아령 네덜란드 문제에 있어서는 세 가지 협상안이 마련되었다.
1. 북부 네덜란드, 즉 옛 네덜란드 공화국은 옛 국경을 복구하고, 남부 네덜란드는 프랑스에 대한 방벽으로 삼기 위하여, 강대국 예를 들어 오스트리아 제국의 보호에 속하는 국가를 창설한다.
2. 만일 남부 네덜란드를 프랑스의 통치 하에 여전히 맡겨둔다면, 네덜란드를 강화하기 위하여 네테 강 혹은 플랑드르 전역으로 확장한다. 이에 따르면 독일의 일부가 네덜란드로 편입되는 것이며, 그 경계는 메클렌-마스트리히트-쾰른-뒤셀도르프를 잇는 선을 따라 라인강까지 연장될 터였다.
3. 프랑스는 1789년의 경계로 돌아가고, 북부 네덜란드는 남부 네덜란드를 흡수하며, 그 외에도 라인강 서안의 독일 영토들과 모젤강의 북안, 베르크, 나사우 백작령 등을 보유한다.

위의 안들 중 1안과 2안은 라이프치히 전투 후에 대프랑스 동맹국들 사이에서 회람된 「네덜란드 메모」에서 언급된 것으로서 그 중 2안은 당시까지는 나폴레옹의 완전한 몰락 여부가 불분명했기 때문에 경우를 나누어 작성된 것에 불과하여 빈 회의 당시에는 이미 의미가 없었다. 3안은 빌럼 1세에 의하여 작성되었다.
빈 회의가 진행됨에 따라 1안은 현실화될 가능성이 점차 낮아졌는데, 그 이유는 강대국들이 오스트리아의 대공이 독립된 남부 네덜란드는 프랑스에 대한 방벽은 고사하고, 그 위협으로부터 독자 생존을 영위하기에도 벅찰 정도로 약하다고 생각했기 때문이고, 그렇다고 해서 오스트리아 제국이 이 지역의 직할을 되찾을 생각도 없었기 때문이다.
결국 강대국들은 3안을 선택했지만, 그렇다고 해서 빌럼 1세가 바란대로까지 네덜란드의 영토를 확장하지는 않았다. 빌럼 1세가 최종적으로 받게 된 영토는, 옛 네덜란드 공화국, 1789년의 오스트리아령 네덜란드, 리에주 주교령이었다.
1815년 3월 16일, 마침내 빌럼 1세는 신생 네덜란드 연합왕국의 국왕으로 즉위하였다. 또한 그는 룩셈부르크 대공국의 대공위에도 동시에 올랐는데, 룩셈부르크 대공국은 네덜란드 연합왕국과 동군연합을 이루면서도 독일 연방의 일원이 되는 이중적 지위를 가지게 되었다.

## 갈등
1579년부터 그의 선조 네덜란드 공화국의 오라녜 공 빌럼 1세가 꿈꿔왔던 통일은 마침내 네덜란드 연합왕국의 초대 국왕 빌럼 1세의 대에 와서 이루어진 것처럼 보였다. 그러나 이는 문제의 끝이 아닌 시작일 뿐이었음이 곧 드러났다.
통합 당시 북부 네덜란드의 7주가 지고 있던 대외부채는 상당한 수준이었으며, 한편 인구는 남부 네덜란드의 10주보다 더 적었다. 그럼에도 북부 네덜란드가 가지고 있던 부채가 그대로 연합왕국에 떠넘겨져 인구가 많은 남부 네덜란드가 북부 네덜란드의 빚을 갚아주는 형국이 되었다. 한편 인구가 적은 북부 네덜란드는 인구가 많은 남부 네덜란드와 통합의회에서 동등한 대표권을 행사했다.
남부 네덜란드에서 로마 가톨릭의 교세가 강했음에도 불구하고, 개신교의 전통이 뿌리깊은 북부 네덜란드의 종교 정책은 연합왕국 전역에 그대로 적용되었다. 행정에 있어서는 남부 네덜란드에서 프랑스어의 사용인구가 많음에도, 연합왕국의 공용어는 네덜란드어 단일로 결정되었다. 통상정책에 있어서는 남부 네덜란드가 보호무역 정책을 필요로 했음에도 북부 네덜란드가 필요로 하는 자유무역 정책이 연합왕국의 정책으로 고집되었다.

## 분리
흡사 식민지를 통치하는듯한 빌럼 1세의 통치에 반감이 깊어진 남부 네덜란드인들은 7월 혁명에 자극받아 브뤼셀을 중심으로 반란을 일으켰다. 빌럼 1세는 반란이 장기화되면 반드시 열강이 개입하리라 생각하여, 반도 전쟁에서의 종군 경험으로 로마 가톨릭 교회에 대해 관용적인 입장이어서 남부 네덜란드에서 인기가 있던 왕세자 빌럼 2세를 파견하여 반란군을 설득하려 했다.
빌럼 2세가 반란군에게 많은 양보를 제안했음에도 반란을 가라앉히는데는 실패했다. 1831년 1월, 유럽의 열강들은 남부 네덜란드가 벨기에로 독립하는 것을 승인했다.
1831년 8월, 빌럼 2세는 군대를 이끌고 벨기에로 침입하여 신생 벨기에 왕국의 초대 국왕으로 추대된 레오폴 1세의 군대를 무찔렀으나 프랑스의 개입 위협으로 물러날 수밖에 없었다. 그 후로도 벨기에의 독립을 승인하지 않고 있던 네덜란드의 빌럼 1세는 다시 벨기에를 되찾기 위한 전쟁을 벌이려 했으나 네덜란드 국민들조차 이를 지지하지 않고 있다는 사실에 충격을 받고 1840년 10월 퇴위했다. 벨기에의 독립은 돌이킬 수 없는 사실이 되었고, 네덜란드 연합왕국은 종언을 고했다.

## 같이 보기
- 네덜란드 공화국
- 빈 회의
- 빌럼 1세
- 빌럼 2세
- 1830년 혁명